# سقنقور ماری مرنجاب
اسکینک ماری مرنجاب (به انگلیسی: Maranjab snake skink) گونه‌ای سقنقور است که در سرده سقنقور ماری قرار دارد.

## مشخصات
۳ انگشت دست ،۳ انگشت پا، سپرهای آهیانه‌ای در پشت با هم تماس نیستند، سپر جلوی پیشانی در تماس با سپرهای لب بالا؛ معمولاً ۲۲ و گاهی ۲۰ فلس اطراف ناحیه میانی بدن. فاصله سر تا دم ۷۵ تا ۸۵ میلیمتر.

## زیستگاه
مناطق بیابانی خشک، دردشت‌های ماسه‌ای یا شنی یا نیز در تل‌ها و توده‌های شنی روان با پوشش گیاهی اندک بو ته‌ای و پراکنده مناطق ماسه‌ای شمال کاشان.